# エドガー・オルモス
エドガー・オルモス（Edgar Olmos, 1990年4月12日 - ）は、アメリカ合衆国カリフォルニア州ロサンゼルス郡ロサンゼルス市バン・ナイズ出身の元プロ野球選手（投手）。左投左打。

## 経歴

### プロ入りとマーリンズ時代
2008年のMLBドラフト3巡目（全体83位）でフロリダ・マーリンズから指名され、6月20日に契約。この年は傘下のルーキー級ガルフ・コーストリーグ・マーリンズでプロデビューし、1試合に登板した。
2009年はルーキー級ガルフ・コーストリーグで2試合に登板後、9月にA-級ジェームズタウン・ジャマーズへ昇格し、1試合に登板した。
2010年はA級グリーンズボロ・グラスホッパーズでプレーし、25試合に先発登板して3勝9敗・防御率4.37・108奪三振の成績を残した。
2011年はA+級ジュピター・ハンマーヘッズでプレーし、28試合に先発登板して4勝17敗・防御率6.63・101奪三振の成績を残した。
2012年はA+級ジュピターとAA級ジャクソンビル・サンズでプレー。A+級ジュピターでは24試合（先発13試合）に登板して1勝5敗・防御率4.33・78奪三振の成績を残した。オフの11月20日にマーリンズとメジャー契約を結び、40人枠入りした。
2013年2月19日にマーリンズと1年契約に合意。3月11日にAA級ジャクソンビルへ配属され、開幕を迎えた。6月3日にメジャーへ昇格し、同日のフィラデルフィア・フィリーズ戦でメジャーデビュー。6回2死から登板し、1回1/3を1安打無失点に抑えた。翌4日の同カードでは、同点の延長11回裏から登板したが、ジョン・メイベリー・ジュニアにサヨナラ満塁本塁打を打たれ、メジャー初黒星を喫した。6月18日にAA級ジャクソンビルへ降格。その後メジャーへ昇格することはなく、この年は5試合に登板して0勝1敗・防御率7.20・2奪三振の成績を残した。
2014年3月17日にAA級ジャクソンビルへ配属され、開幕を迎えた。AA級ジャクソンビルでは18試合に登板して1勝0敗2セーブ・防御率4.44・16奪三振の成績を残した。6月にAAA級ニューオーリンズ・ゼファーズへ昇格。AAA級ニューオーリンズでは33試合に登板して2勝3敗1セーブ・防御率3.86・44奪三振の成績を残した。

### マリナーズ時代
2014年11月20日にウェイバー公示を経てシアトル・マリナーズへ移籍した。
2015年2月13日にリッキー・ウィークスの加入に伴ってDFAとなった。その後、24日にウェイバーでテキサス・レンジャーズへ移籍したが、肩を故障した。3月4日に契約解除され、マリナーズに出戻った。この年は2年ぶりにメジャーのマウンドに登り、2試合の先発を含む6試合に投げてメジャー初勝利を記録。防御率も2013年から2.70下げ、成長の跡を見せた。オフの12月2日にアンディ・ウィルキンスの加入に伴ってDFAとなった。

### オリオールズ傘下時代
2015年12月4日にウェイバー公示を経てシカゴ・カブスへ移籍したが、10日にウェイバー公示を経てボルチモア・オリオールズへ移籍した。さらに12月23日にウェイバー公示を経て再びカブスへ移籍した。
2016年2月12日にC.J.リーフェンハウザーの加入に伴ってDFAとなり、16日に40人枠を外れる形で傘下のAAA級アイオワ・カブスへ配属された。3月24日に後日発表選手とのトレードで、再びオリオールズへ移籍した。シーズンでは傘下のAAA級ノーフォーク・タイズでプレーし、42試合に登板して4勝4敗・防御率2.88・76奪三振の成績を残した。オフの11月7日にFAとなった。

### レッドソックス傘下時代
2016年11月15日にボストン・レッドソックスとマイナー契約を結んだ。
2017年はAAA級ポータケット・レッドソックスで29試合に登板し、9勝3敗4セーブ、防御率2.68を記録した。

### 千葉ロッテ時代
2017年12月13日に千葉ロッテマリーンズと契約を結んだ。日本でプレーしたことのある同僚から「日本球界でプレーする機会があるならば、是非やるべきだ」と言われており、オルモス自身も日本球界でのプレーを熱望していた。俳優のジョニー・デップに似ていることから幕張のジョニデと称された。
2018年は制球難に加え、クイックが出来ないという弱点を露呈。1イニングで3盗塁を許し、2度の牽制悪送球を犯すなど序盤から自滅し失点を重ね、2試合に登板して2敗と全くの期待外れに終わった。その後は二軍に降格し、シーズン終了まで一軍に復帰することはなかった。シーズン終了後に自由契約となった。

### ロッテ退団後
2019年1月17日にメキシカンリーグのティフアナ・ブルズと契約した。しかし、公式戦の出場は無かった。
2020年3月1日にティフアナ・ブルズと再契約した。しかし、メキシカンリーグが新型コロナウイルスの感染拡大の影響でシーズン中止となったため、この年も公式戦に出場することは無かった。

### 現役引退後
現役引退後はアラバマ州で野球スクールを運営している。

## 詳細情報

### 年度別投手成績
| 年 度    | 球 団    | 登 板 | 先 発 | 完 投 | 完 封 | 無 四 球 | 勝 利 | 敗 戦 | セ 丨 ブ | ホ 丨 ル ド | 勝 率 | 打 者 | 投 球 回 | 被 安 打 | 被 本 塁 打 | 与 四 球 | 敬 遠 | 与 死 球 | 奪 三 振 | 暴 投 | ボ 丨 ク | 失 点 | 自 責 点 | 防 御 率 | W H I P |
| -------- | -------- | ----- | ----- | ----- | ----- | -------- | ----- | ----- | -------- | ----------- | ----- | ----- | -------- | -------- | ----------- | -------- | ----- | -------- | -------- | ----- | -------- | ----- | -------- | -------- | ------- |
| 2013     | MIA      | 5     | 0     | 0     | 0     | 0        | 0     | 1     | 0        | 0           | .000  | 24    | 5.0      | 7        | 2           | 3        | 1     | 0        | 2        | 0     | 0        | 9     | 4        | 7.20     | 2.00    |
| 2015     | SEA      | 6     | 2     | 0     | 0     | 0        | 1     | 0     | 0        | 0           | 1.000 | 67    | 14.0     | 16       | 1           | 8        | 1     | 1        | 4        | 1     | 0        | 8     | 7        | 4.50     | 1.71    |
| 2018     | ロッテ   | 2     | 2     | 0     | 0     | 0        | 0     | 2     | 0        | 0           | .000  | 33    | 7.0      | 9        | 0           | 6        | 0     | 0        | 5        | 1     | 0        | 9     | 6        | 7.71     | 2.14    |
| MLB：2年 | MLB：2年 | 11    | 2     | 0     | 0     | 0        | 1     | 1     | 0        | 0           | .500  | 91    | 19.0     | 23       | 3           | 11       | 2     | 1        | 6        | 1     | 0        | 17    | 11       | 5.21     | 1.79    |
| NPB：1年 | NPB：1年 | 2     | 2     | 0     | 0     | 0        | 0     | 2     | 0        | 0           | .000  | 33    | 7.0      | 9        | 0           | 6        | 0     | 0        | 5        | 1     | 0        | 9     | 6        | 7.71     | 2.14    |

### 記録
- 初登板・初先発：2018年5月6日、対北海道日本ハムファイターズ8回戦（札幌ドーム）、5回4失点（自責2）で敗戦投手
- 初奪三振：同上、1回裏に西川遥輝から見逃し三振

### 背番号
- 67（2013年）
- 49（2015年）
- 51（2018年）